# Füzéres süllőhínár
A füzéres süllőhínár (Myriophyllum spicatum), népies nevei: süllőfű, tókefe, vízi kapor, tóborosta, a tengerifürtfélék (Haloragaceae vagy Haloragidaceae) családjába tartozó, széles körben elterjedt, enyhén sótűrő hínárfaj.  A szára 3–4 mm vastag. Kb. 1 méter hosszú. A Kárpát-medencében is honos.